# Хэмптон энд Ричмонд Боро
Хэмптон энд Ричмонд Боро (англ. Hampton & Richmond Borough) — английский футбольный клуб из города Хэмптон, в округе Ричмонд-апон-Темс на юго-западе Внешнего Лондона. 
Клуб был образован в 1921 году и носил название Hampton F.C. до 1999 года. Позже название сменилось на Hampton & Richmond Borough, чтобы привлечь более широкую поддержу болельщиков. В августе 2007 года клуб начал играть в качестве члена Конференции Юга.
Клуб имеет активную группу болельщиков размером от 200-400 человек. Средняя посещаемость матчей составляет около 350 человек.